# Theloderma asperum
Theloderma asperum es una especie de anfibio anuro de la familia Rhacophoridae.

## Distribución geográfica
Esta especie es endémica de Perak en Malasia. Habita alrededor de 1000 m sobre el nivel del mar.
Se han observado poblaciones pertenecientes a esta especie o especies estrechamente relacionadas en Indonesia, Sumatra y Borneo.

## Descripción
Theloderma asperum mide aproximadamente 35 mm. Su dorso y barriga son negros; pequeños puntos blancos están presentes en la parte superior y su garganta está moteada de blanco.

## Taxonomía
La especie Theloderma albopunctatum ha sido identificada por su sinonimia con Theloderma asperum por Poyarkov et al. en 2015.

## Publicación original
- Boulenger, 1886: First Report on Additions to the Batrachian Collection in the Natural-History Museum. Proceedings of the Zoological Society of London, vol. 1886, n.º 3, p. 411-416[6]